# Cena jednostkowa
Cena jednostkowa – cena końcowa, włącznie z podatkiem VAT i wszystkimi pozostałymi podatkami, za jedną sztukę produktu, jeden kilogram, jeden litr, jeden metr, jeden metr kwadratowy lub jeden metr sześcienny produktu lub inną pojedynczą jednostkę ilości, która jest szeroko i zwyczajowo stosowana.